# Nazionale maschile di cricket della Namibia
La nazionale di cricket della Namibia è la selezione nazionale che rappresenta la Namibia nel gioco del cricket.

## Storia

### Le origini
Il primo caso documentato di una partita di cricket giocata a Windhoek risale al 1909, durante il periodo in cui l'Africa Tedesca del Sud-Ovest era una colonia dell'Impero tedesco. Durante la prima guerra mondiale, nel 1914, le forze sudafricane condussero un'offensiva nella regione, all'epoca sotto controllo tedesco. In questo contesto, una partita di cricket fu registrata presso il campo di prigionia di Okonjande, situato nei pressi di Otjiwarongo.
Dopo la sconfitta della Germania nella guerra, il controllo dell'Africa Tedesca del Sud-Ovest passò al Sudafrica, che amministrò il territorio sotto mandato della Società delle Nazioni. In seguito a questo cambiamento, il cricket si diffuse più regolarmente, in particolare nella regione occidentale del territorio. Negli anni ’20, si contavano almeno tre club a Windhoek e uno a Walvis Bay, con incontri prevalentemente di natura amichevole
Nel 1930 fu istituita la South West Africa Cricket Union, che segnò l'inizio di una fase più strutturata e organizzata per il cricket nella regione. Le prime competizioni ufficiali furono avviate nello stesso periodo. A partire dalla stagione 1961-62, la rappresentativa della South West Africa prese parte alla competizione annuale organizzata dalla South African Country Cricket Association. Durante gli anni ’50, il gioco seguì le linee ferroviarie e si svilupparono nuovi club a Otjiwarongo e Tsumeb. Nel 1954 scese in campo per la prima volta una rappresentativa sud-occidentale contro il club Liesbeek Park di Cape Town, e nel 1958 una selezione (South West Africa XI) effettuò un breve tour in Sudafrica.

### Gli anni della guerra d'indipendenza
Tra il 1961 e il 1989, la rappresentativa dell’Africa Sud-Occidentale partecipò regolarmente alla competizione annuale organizzata dalla South African Country Cricket Association, confrontandosi con squadre delle aree rurali e periferiche del Sudafrica. Tuttavia, il contesto politico mutò radicalmente a partire dal 1966, anno in cui ebbe inizio la guerra d’indipendenza della Namibia. Il conflitto, guidato dal People’s Liberation Army of Namibia (PLAN), braccio armato del movimento di liberazione della Organizzazione Popolare dell'Africa del Sud-Ovest, si inseriva in un più ampio processo di decolonizzazione africana e di opposizione al regime sudafricano dell’apartheid. In questo clima di crescente tensione, anche lo sport divenne un terreno di confronto ideologico e politico. SWAPO e altri gruppi di resistenza sostennero il boicottaggio sportivo contro il Sudafrica, aderendo a iniziative internazionali come la campagna “Stop the Seventy Tour”, che mirava a isolare il regime di Pretoria sul piano sportivo. Sebbene la South West Africa Cricket Union continuasse a partecipare alle competizioni sudafricane, ciò avveniva in un clima sempre più controverso e sotto crescente pressione internazionale.
La stagione 1988-89 fu l’ultima in cui la South West Africa prese parte a competizioni nazionali sudafricane. L’ultima partita ufficiale fu disputata nel gennaio 1989 sotto l’egida della South African Cricket Board (SACB), mentre nell’aprile dello stesso anno il PLAN lanciò la sua offensiva finale contro le truppe sudafricane, preludio al processo di transizione verso l’indipendenza. In questo contesto, la South West Africa Cricket Union interruppe formalmente i legami con il SACB.
Nel novembre 1989, in un clima ormai orientato verso l'autonomia nazionale, una rappresentativa namibiana effettuò un tour in Botswana, durante il quale disputò la sua prima partita internazionale non ufficiale.. Tuttavia, il Namibian Cricket Board ottenne l'affiliazione ufficiale all’International Cricket Council (ICC) solo nel 1992.

### I primi anni
Nel marzo 1990, pochi giorni dopo il conseguimento dell’indipendenza dalla Repubblica del Sudafrica, la Namibia accolse in visita il Gloucestershire County Cricket Club, in occasione delle celebrazioni per il Giorno dell’Indipendenza (21 marzo). La visita della squadra inglese rappresentò un evento altamente simbolico, marcando l’inizio di una nuova fase nella storia del cricket namibiano, ora libero da vincoli coloniali e associativi sudafricani. Nel mese successivo, nell’aprile 1990, la selezione nazionale ospitò una delegazione dei Paesi Bassi, contribuendo alla crescente apertura del cricket namibiano verso la scena internazionale.
Prima della creazione dell’African Cricket Association (ACA), venne istituita la federazione di cricket della SCSA Zone VI, in seguito a due tournée scolastiche tra Namibia e Botswana, avvenute rispettivamente nel 1989 e nel 1990. Questo organismo rappresentò un primo tentativo di strutturare la cooperazione sportiva nell’Africa meridionale.
Il torneo inaugurale dell’ACA si svolse proprio in Namibia, a Windhoek, nel settembre 1991. Alla competizione presero parte rappresentative nazionali di Zambia, Malawi, Lesotho, Botswana e Namibia, oltre a una selezione dell’Oxford University Cricket Club (Regno Unito). La Namibia si aggiudicò il torneo, consolidando il proprio ruolo emergente nel panorama cricketistico regionale. Il torneo fu organizzato in concomitanza con la prima assemblea generale della Zone VI Cricket Confederation, durante la quale fu adottata una costituzione ufficiale e si stabilì l'intenzione di rendere l'evento un appuntamento annuale.

### La storica qualificazione ai mondiali del 2003
La qualificazione della Namibia alla Coppa del Mondo di cricket del 2003 iniziò con la partecipazione all’ICC Trophy 2001, tenutosi in Canada. La squadra raggiunse la finale, disputata presso il Toronto Cricket, Skating and Curling Club, dove fu sconfitta dai Paesi Bassi. La squadra raggiunse la finale dove fu sconfitta dai Paesi Bassi. Nonostante la sconfitta, il secondo posto garantì alla Namibia la qualificazione alla sua prima Coppa del Mondo di cricket. La finale si svolse il 15 luglio 2001 la Namibia, dopo aver battuto per 195/9 in 50 overs, vide i Paesi Bassi inseguire il punteggio con determinazione. La partita si concluse con gli Orange che raggiunsero il punteggio di 196/8, vincendo di soli 2 wickets e con 0 palle rimanenti. Jacob-Jan Esmeijer fu nominato giocatore della partita per il suo contributo decisivo con 58* runs da 51 palle. Nonostante la sconfitta in finale, la Namibia ottenne uno dei tre posti disponibili per la Coppa del Mondo di cricket del 2003, insieme ai Paesi Bassi e al Canada. Questo risultato segnò un traguardo storico per il cricket namibiano, che partecipò per la prima volta a una Coppa del Mondo.
Dal 7 al 14 aprile 2002, la Namibia ospitò a Windhoek l'ICC Six Nations Challenge, un torneo di preparazione per le nazionali associate in vista della Coppa del Mondo. La competizione vide la partecipazione di sei squadre: Sri Lanka A, Zimbabwe A, Kenya, Paesi Bassi, Canada e Namibia. La Namibia concluse il torneo al quarto posto, con una vittoria e quattro sconfitte, ottenendo l'unica vittoria contro il Canada. Il torneo fu vinto dal Kenya, che sconfisse Sri Lanka A in finale. Nel settembre 2002, la Namibia partecipò alla Coppa d'Africa di cricket, un torneo che riuniva le nazionali africane di cricket. La squadra si classificò quarta nel proprio girone, ottenendo una sola vittoria contro la Tanzania, una delle squadre emergenti del continente. Successivamente, la Namibia affrontò la squadra Zimbabwe A in una serie di quattro partite, non riuscendo a vincere nessuna delle partite disputate. Un successivo tour in Kenya si rivelò più positivo: la Namibia vinse una serie di quattro partite di un giorno contro la squadra keniota. La nazionale partecipò inoltre alla Standard Bank Cup, la competizione sudafricana di primo livello per le partite di un giorno, perdendo tuttavia tutti e cinque gli incontri disputati. Nel gennaio 2003 ospitò il Bangladesh per una serie di cinque partite di un giorno, che si concluse con una vittoria namibiana e quattro successi per il Bangladesh.
La Namibia fece il suo debutto nella Coppa del Mondo di cricket il 10 febbraio 2003 a Harare, affrontando lo Zimbabwe nella sua prima partita ufficiale One Day International (ODI), perdendo per 86 runs. Il giorno successivo, il 16 febbraio, la Namibia perse contro il Pakistan con un margine di 171 run. Tuttavia, il 19 febbraio, contro l'Inghilterra, la Namibia offrì una delle sue prestazioni più competitive del torneo: perse di 55 run, ma Jan-Berrie Burger fu nominato Player of the Match per il suo punteggio di 85 runs, diventando il primo namibiano a ricevere tale onore in un ODI. Il 23 febbraio, la Namibia subì una sconfitta di 181 run contro l'India, seguita il 27 febbraio da una pesante sconfitta di 256 run contro l'Australia, che all'epoca rappresentava il più ampio margine di vittoria nella storia degli ODI. Il torneo si concluse il 3 marzo con una sconfitta per 64 run contro i Paesi Bassi, altra squadra qualificata attraverso l'ICC Trophy..

### Gli anni dopo la Coppa del Mondo
Nell’agosto 2003, la Namibia disputò una serie di partite contro la seconda squadra dello Zimbabwe, vincendo la serie di incontri di un giorno per 2-1, ma perdendo entrambe le partite di tre giorni. Durante la visita di ritorno in Zimbabwe, nel gennaio 2004, la Namibia ottenne una vittoria nella serie di cinque partite ODI con il punteggio di 4-1 e vinse anche una partita contro la squadra Under-19 dello Zimbabwe.
A febbraio 2004, il Bangladesh vinse una serie di tre partite ODI disputate in Namibia, mentre la partita di tre giorni terminò con un pareggio. Successivamente, la Namibia partecipò alla Six Nations Challenge del 2004, tenutasi negli Emirati Arabi Uniti. La Namibia ha ottenuto vittorie contro Canada, Paesi Bassi ed Emirati Arabi Uniti, ma ha subito sconfitte contro Scozia e Stati Uniti. Concludendo il torneo con tre vittorie e due sconfitte, la Namibia si è classificata terza, basandosi sul tasso di run netto, con un punteggio di 0.150. Nella stessa stagione, la Namibia prese parte alla Coppa Intercontinentale 2004, dove disputò due partite contro Kenya e Uganda, perdendo entrambe. Tra queste due sfide, la squadra vinse un torneo internazionale riservato a nazioni africane, svoltosi in Zambia. Sempre nel 2004, la Namibia ha partecipato al campionato nazionale ODI dello Zimbabwe, classificandosi seconda. Durante il torneo, la squadra ha ottenuto due vittorie contro la nazionale dello Zimbabwe, dimostrando la sua competitività a livello internazionale. Successivamente, l’Inghilterra effettuò una visita in Namibia per una serie di due partite, entrambe vinte dalla squadra inglese.
Nel corso del 2005, la nazionale secondaria di cricket della Namibia partecipò a una serie di incontri internazionali, registrando risultati contrastanti. In primavera, la squadra affrontò la selezione secondaria dello Zimbabwe in due One Day Internationals (ODI), perdendo entrambi gli incontri. Nel mese di aprile, la squadra B del Pakistan vinse tutte e tre le partite ODI disputate contro la Namibia, mentre l'incontro di tre giorni si concluse in parità. Successivamente, la Namibia prese parte alla Coppa Intercontinentale 2005, ospitando due incontri casalinghi. Nonostante rimanesse imbattuta nella fase a gironi – con una vittoria sull'Uganda e un pareggio contro il Kenya – la squadra non riuscì ad accedere alle semifinali. Nello stesso anno partecipò all'ICC Trophy, svoltosi in Irlanda, classificandosi al settimo posto dopo aver superato la Danimarca nella partita per la posizione finale. Al ritorno in patria, nel luglio 2005, la Namibia ospitò due partite contro una selezione della Nuova Zelanda, subendo la sconfitta in entrambe, in una delle due partite la squadra fu battuta con un margine di soli 29 punti, dopo aver concesso un totale di 330/6.
Nel mese di ottobre, pur non essendosi qualificata, la Namibia ospitò una delle semifinali della Coppa Intercontinentale. In seguito all'eliminazione dal torneo, la squadra disputò due ODI alle Bermuda, vincendole entrambe. Tuttavia, la serie fu segnata da controversie: la squadra delle Bermuda accusò i giocatori namibiani di aver rivolto insulti a sfondo razziale, abbandonando il campo durante la seconda partita a seguito del ricorso a ripetuti bouncers contro i battitori di coda. Il Namibia Cricket Board respinse ufficialmente le accuse di razzismo.

### Il consolidamento nel panorama internazionale
Nel marzo 2006 la nazionale di cricket della Namibia affrontò il Nepal in uno spareggio per l’ottavo e ultimo posto nella fase a gironi della Coppa Intercontinentale 2006. L’incontro si concluse in parità, ma la Namibia si qualificò grazie al vantaggio ottenuto nel primo inning. Nella fase a gironi, disputata nel mese di maggio, la squadra subì due sconfitte: la prima contro la Scozia ad Aberdeen, per un inning, e la seconda contro l’Irlanda a Dublino, per cinque wicket.
Durante la stagione 2006–07 del cricket sudafricano, la Namibia prese parte al South African Airways Challenge, competizione di secondo livello per il cricket di prima classe e List A. Nel torneo a tre giorni concluse al secondo posto nel proprio girone, mentre nel formato One Day arrivò terza, mancando l’accesso alle semifinali per una sola vittoria. In quello stesso periodo disputò anche l’ultima partita della Coppa Intercontinentale 2006, ottenendo una vittoria per un inning contro gli Emirati Arabi Uniti.
Il 1º aprile 2007 la squadra fu inserita nel programma ICC High Performance, creato per sostenere lo sviluppo delle nazionali emergenti. La Namibia non riuscì a qualificarsi per la Coppa del Mondo di cricket 2007.
Nel novembre e dicembre 2007 la Namibia ospitò la Divisione Due della World Cricket League, affrontando Argentina, Danimarca, Oman, Emirati Arabi Uniti e Uganda. Con tre vittorie su cinque partite nella fase a gironi, non riuscì a raggiungere la finale, ma si assicurò il terzo posto battendo la Danimarca nella finale di consolazione. Grazie al piazzamento tra le prime quattro squadre, ottenne l’accesso al torneo di qualificazione per la Coppa del Mondo di cricket 2011, disputato nel 2009, senza tuttavia riuscire a ottenere la qualificazione.
Tra ottobre 2007 e febbraio 2008 la Namibia prese nuovamente parte al secondo livello del campionato sudafricano di cricket in formato One Day. Nello stesso periodo partecipò anche alla Coppa Intercontinentale 2007–08, iniziando con un incontro contro il Canada nell’ottobre 2007. Le successive partite, contro Bermuda, Irlanda, Kenya, Paesi Bassi, Scozia ed Emirati Arabi Uniti, si disputarono nel corso del 2008.
La Namibia vinse l’Intercontinental Shield 2009–10, battendo gli Emirati Arabi Uniti per sei wicket nella finale disputata a Dubai.
Nel 2011 partecipò alla Divisione Due della World Cricket League, dove concluse al secondo posto dietro gli Emirati Arabi Uniti. Nello stesso anno, nel luglio, prese parte all’ICC World Twenty20 Africa Division One in Uganda, vincendo tutte le otto partite della fase a gironi prima di essere sconfitta in finale dai padroni di casa per sei wicket. Durante il torneo, l’all-rounder Louis van der Westhuizen realizzò 159* punti senza subire wicket, colpendo 16 boundary; la Namibia chiuse quell’incontro con un punteggio di 262/1 contro il Kenya.
La squadra non riuscì a qualificarsi per la Coppa del Mondo di cricket 2015, fallendo nel torneo di qualificazione disputato nel 2014. Nel gennaio 2015 ospitò nuovamente la Divisione Due della World Cricket League, raggiungendo la finale, persa contro i Paesi Bassi per otto wicket. Questo piazzamento le garantì comunque l’accesso al World Cricket League Championship 2015–17, dove tuttavia concluse all’ultimo posto, con conseguente retrocessione in Divisione Due.

### La Golden Generation
Nel dicembre 2017, la Namibia  la nazionale di cricket della Namibia ha raggiunto per la prima volta la finale del torneo sudafricano ODI. Nel febbraio 2018, ha ospitato la Divisione Due della World Cricket League, affrontando Kenya, Emirati Arabi Uniti, Nepal, Canada e Oman. La Namibia ha raggiunto la finale per il terzo posto, perdendo contro il Canada e mancando così la qualificazione alla Coppa del Mondo di cricket 2019. Durante la Divisione Due della ICC World Cricket League 2019, la squadra ha ottenuto la qualificazione per la Coppa del Mondo T20 2021 e per la Cricket World Cup League 2 (2019–2023), torneo di pre-qualificazione per la Coppa del Mondo di Cricket 2023, ottenendo inoltre lo status ufficiale di squadra ODI. Nel luglio 2020, la Namibia ha ricevuto il premio ICC Associate Member Men's Performance of the Year, conferito nell’ambito degli Annual Development Awards dell’ICC, riconoscimento riservato alle nazioni emergenti del cricket. In seguito al recupero dello status di ODI e ai risultati conseguiti, l’interesse per il cricket in Namibia è notevolmente aumentato, diventando in quegli anni la terza squadra africana, preceduta solo al Sudafrica e davanti allo Zimbabwe.
La Namibia ha preso parte per la prima volta alla Coppa del Mondo T20 nel 2021, tenutasi in Oman e negli Emirati Arabi Uniti. In quell'occasione ha ottenuto la sua prima vittoria nel torneo contro i Paesi Bassi e, successivamente, ha registrato un successo a sorpresa contro l'Irlanda, nazione con status di Test, qualificandosi per il secondo turno, noto come Super 12. Si è trattato delle prime vittorie della Namibia in una fase finale di Coppa del Mondo, e quella contro l’Irlanda ha rappresentato anche la prima affermazione contro una squadra con status di Test. Nel Super 12, la Namibia ha ottenuto una sola vittoria, contro la Scozia — la prima in questa fase del torneo — perdendo gli altri incontri contro Afghanistan, Pakistan, Nuova Zelanda e India, venendo così eliminata dalla competizione. Nonostante l’eliminazione, la squadra ha ottenuto la qualificazione automatica per l’edizione successiva della Coppa del Mondo T20, disputatasi nel 2022 in Australia. Nel novembre 2021, la Namibia è stata inoltre designata come una delle nazioni ospitanti della Coppa del Mondo di Cricket 2027, insieme a Sudafrica e Zimbabwe.
Nel maggio 2022, la Namibia ha ottenuto la sua prima vittoria in una serie bilaterale Twenty20 contro una nazione con status di membro a pieno titolo dell'ICC, superando lo Zimbabwe. Nel mese successivo, ha vinto agevolmente una serie ODI non ufficiale contro Hong Kong per 3-0, con Lo-handre Louwrens autore di un secolo nella terza partita. In occasione del turno preliminare della Coppa del Mondo T20 2022, la Namibia ha esordito con una vittoria significativa contro lo Sri Lanka, imponendosi con un margine di 55 run dopo aver limitato l'avversario a 108 punti. Tuttavia, nonostante l'esordio promettente, le successive sconfitte contro Paesi Bassi ed Emirati Arabi Uniti hanno compromesso il prosieguo nel torneo, determinandone l’eliminazione nella fase iniziale.
Nella Cricket World Cup League 2 2019–2023, la Namibia si è classificata al quarto posto, accedendo così ai play-off di qualificazione per la Coppa del Mondo di Cricket 2023. I play-off si sono svolti in Namibia, dove la squadra di casa si è piazzata terza su sei partecipanti, mancando la qualificazione alla fase finale del torneo. In compenso, la Namibia ha ottenuto l’accesso alla Cricket World Cup League 2 2023–2027, torneo valido come parte del percorso di qualificazione alla Coppa del Mondo di Cricket 2027. Durante i play-off, il 29 marzo 2023, la Namibia ha registrato un punteggio di 381/8 contro la Papua Nuova Guinea, il totale più alto mai realizzato da una squadra associata in un ODI. Successivamente, la Namibia ha vinto imbattuta le qualificazioni africane alla Coppa del Mondo T20 2024, superando anche lo Zimbabwe, nazione con status di Test, e garantendosi l’accesso al suo terzo torneo consecutivo. Nel torneo principale, ha esordito con una vittoria contro l’Oman, ottenuta al termine di un Super Over. Sono seguite tre sconfitte: contro la Scozia (per cinque wicket), l’Australia (per nove wicket) e l’Inghilterra (per 41 run). Durante la partita contro l’Inghilterra, Nikolaas Davin ha segnato un momento storico, diventando il primo giocatore a ritirarsi volontariamente dalla battuta (retired out) in una partita di Coppa del Mondo.

## Simboli
ìNel formato ODI e T20I, i giocatori della nazionale namibiana indossano una divisa azzurra con maniche e pantaloni blu scuro, completata da un colletto rosso. I giocatori di campo utilizzano un cappellino da baseball o un cappello da sole, entrambi in blu scuro con dettagli rossi, mentre i battitori indossano caschi dello stesso colore. Nei tornei ufficiali organizzati dall’ICC, la maglia presenta la scritta NAMIBIA sul petto e il logo dello sponsor sulla manica destra.
Il logo del Cricket Namibia raffigura una palla da cricket rossa sovrapposta a due linee curve blu, mentre lo stemma della nazionale mostra una rappresentazione stilizzata dell’aquila pescatrice africana, in blu, con la scritta NAMIBIA in caratteri maiuscoli sopra di essa.
La squadra è soprannominata Eagles, un riferimento all’aquila pescatrice africana, uccello nazionale della Namibia. Dal 2022, per ragioni di sponsorizzazione, la squadra è ufficialmente nota come Richelieu Eagles, in seguito a un accordo con Richelieu, brandy prodotto dalla società sudafricana Distell.

## Albo d'oro

### Coppa del Mondo di cricket
| 1975   | Membro dell'Africa Sud-Occidentale | Membro dell'Africa Sud-Occidentale | Membro dell'Africa Sud-Occidentale | Membro dell'Africa Sud-Occidentale | Membro dell'Africa Sud-Occidentale | Membro dell'Africa Sud-Occidentale | Membro dell'Africa Sud-Occidentale | Membro dell'Africa Sud-Occidentale |                 |
| 1979   | Membro dell'Africa Sud-Occidentale | Membro dell'Africa Sud-Occidentale | Membro dell'Africa Sud-Occidentale | Membro dell'Africa Sud-Occidentale | Membro dell'Africa Sud-Occidentale | Membro dell'Africa Sud-Occidentale | Membro dell'Africa Sud-Occidentale | Membro dell'Africa Sud-Occidentale |                 |
| 1983   | Membro dell'Africa Sud-Occidentale | Membro dell'Africa Sud-Occidentale | Membro dell'Africa Sud-Occidentale | Membro dell'Africa Sud-Occidentale | Membro dell'Africa Sud-Occidentale | Membro dell'Africa Sud-Occidentale | Membro dell'Africa Sud-Occidentale | Membro dell'Africa Sud-Occidentale |                 |
| 1987   | Membro dell'Africa Sud-Occidentale | Membro dell'Africa Sud-Occidentale | Membro dell'Africa Sud-Occidentale | Membro dell'Africa Sud-Occidentale | Membro dell'Africa Sud-Occidentale | Membro dell'Africa Sud-Occidentale | Membro dell'Africa Sud-Occidentale | Membro dell'Africa Sud-Occidentale |                 |
| 1992   | Non eleggibile                     | Non eleggibile                     | Non eleggibile                     | Non eleggibile                     | Non eleggibile                     | Non eleggibile                     | Non eleggibile                     | Non eleggibile                     |                 |
| 1996   | Non qualificata                    | Non qualificata                    | Non qualificata                    | Non qualificata                    | Non qualificata                    | Non qualificata                    | Non qualificata                    | Non qualificata                    |                 |
| 1999   | Non qualificata                    | Non qualificata                    | Non qualificata                    | Non qualificata                    | Non qualificata                    | Non qualificata                    | Non qualificata                    | Non qualificata                    |                 |
| 2003   | Gironi                             | 11/14                              | 6                                  | 0                                  | 6                                  | 0                                  | 0                                  |                                    |                 |
| 2007   | Non qualificata                    | Non qualificata                    | Non qualificata                    | Non qualificata                    | Non qualificata                    | Non qualificata                    | Non qualificata                    | Non qualificata                    |                 |
| 2011   | Non qualificata                    | Non qualificata                    | Non qualificata                    | Non qualificata                    | Non qualificata                    | Non qualificata                    | Non qualificata                    | Non qualificata                    |                 |
| 2015   | Non qualificata                    | Non qualificata                    | Non qualificata                    | Non qualificata                    | Non qualificata                    | Non qualificata                    | Non qualificata                    | Non qualificata                    |                 |
| 2019   | Non qualificata                    | Non qualificata                    | Non qualificata                    | Non qualificata                    | Non qualificata                    | Non qualificata                    | Non qualificata                    | Non qualificata                    |                 |
| 2023   | Gironi                             | Non qualificata                    | Non qualificata                    | Non qualificata                    | Non qualificata                    | Non qualificata                    | Non qualificata                    | Non qualificata                    | Non qualificata |
| Totale | Totale                             | Totale                             | 6                                  | 0                                  | 6                                  | 0                                  | 0                                  |                                    |                 |

### Coppa del Mondo T20 maschile di cricket
| Anno   | Round           | Pos.            | GP              | W               | L               | T               | NR              |
| ------ | --------------- | --------------- | --------------- | --------------- | --------------- | --------------- | --------------- |
| 2007   | Non qualificata | Non qualificata | Non qualificata | Non qualificata | Non qualificata | Non qualificata | Non qualificata |
| 2009   | Non qualificata | Non qualificata | Non qualificata | Non qualificata | Non qualificata | Non qualificata | Non qualificata |
| 2010   | Non qualificata | Non qualificata | Non qualificata | Non qualificata | Non qualificata | Non qualificata | Non qualificata |
| 2012   | Non qualificata | Non qualificata | Non qualificata | Non qualificata | Non qualificata | Non qualificata | Non qualificata |
| 2014   | Non qualificata | Non qualificata | Non qualificata | Non qualificata | Non qualificata | Non qualificata | Non qualificata |
| 2016   | Non qualificata | Non qualificata | Non qualificata | Non qualificata | Non qualificata | Non qualificata | Non qualificata |
| 2021   | Super 12        | 10/16           | 8               | 3               | 5               | 0               | 0               |
| 2022   | Fase a gironi   | 13/20           | 3               | 1               | 2               | 0               | 0               |
| 2024   | Fase a gironi   | 15/20           | 4               | 1               | 3               | 0               | 0               |
| 2026   | TBD             | TBD             | TBD             | TBD             | TBD             | TBD             | TBD             |
| Totale | Totale          | Totale          | 15              | 5               | 10              | 0               | 0               |

### Giochi africani
| Anno   | Round     | Pos.   | GP | W | L | T | NR |
| ------ | --------- | ------ | -- | - | - | - | -- |
| 2023   | Finalista | 2/8    | 5  | 2 | 3 | 0 | 0  |
| Totale | Totale    | Totale | 5  | 2 | 3 | 0 | 0  |

## Statistiche
Partite internazionali – Namibia
Aggiornato al 23 marzo 2025.
| Record                  |    |    |    |   |      |
| Format                  | M  | W  | L  | T | D/NR |
| One-Day Internationals  | 68 | 30 | 36 | 1 | 1    |
| Twenty20 Internationals | 75 | 45 | 27 | 1 | 1    |

### ODI
Aggiornato al 15 marzo 2025 
| Nazionale             | P  | W  | L  | T | NR |
| --------------------- | -- | -- | -- | - | -- |
| vs Full Members       |    |    |    |   |    |
| Australia             | 1  | 0  | 1  | 0 | 0  |
| Inghilterra           | 1  | 0  | 1  | 0 | 0  |
| India                 | 1  | 0  | 1  | 0 | 0  |
| Pakistan              | 1  | 0  | 1  | 0 | 0  |
| Zimbabwe              | 1  | 0  | 1  | 0 | 0  |
| vs Associated Members |    |    |    |   |    |
| Canada                | 3  | 2  | 0  | 1 | 0  |
| Jersey                | 1  | 1  | 0  | 0 | 0  |
| Nepal                 | 8  | 5  | 2  | 0 | 1  |
| Paesi Bassi           | 5  | 1  | 4  | 0 | 0  |
| Oman                  | 11 | 7  | 4  | 0 | 0  |
| Papua Nuova Guinea    | 7  | 7  | 0  | 0 | 0  |
| Scozia                | 8  | 1  | 7  | 0 | 0  |
| Emirati Arabi Uniti   | 9  | 2  | 7  | 0 | 0  |
| Stati Uniti           | 11 | 4  | 7  | 0 | 0  |
| Totale                | 60 | 30 | 36 | 1 | 1  |

### T20I
Aggiornato al 23 marzo 2025 
| Nazionale             | P  | W  | L  | T | NR |
| --------------------- | -- | -- | -- | - | -- |
| vs Full Members       |    |    |    |   |    |
| Afghanistan           | 1  | 0  | 1  | 0 | 0  |
| Australia             | 1  | 0  | 1  | 0 | 0  |
| Inghilterra           | 1  | 0  | 1  | 0 | 0  |
| India                 | 1  | 0  | 1  | 0 | 0  |
| Irlanda               | 2  | 1  | 1  | 0 | 0  |
| Nuova Zelanda         | 1  | 0  | 1  | 0 | 0  |
| Pakistan              | 1  | 0  | 1  | 0 | 0  |
| Sri Lanka             | 2  | 1  | 1  | 0 | 0  |
| Zimbabwe              | 11 | 7  | 4  | 0 | 0  |
| vs Associated Members |    |    |    |   |    |
| Bermuda               | 1  | 1  | 0  | 0 | 0  |
| Botswana              | 5  | 5  | 0  | 0 | 0  |
| Canada                | 3  | 3  | 0  | 0 | 0  |
| Ghana                 | 1  | 1  | 0  | 0 | 0  |
| Kenya                 | 2  | 2  | 0  | 0 | 0  |
| Nepal                 | 2  | 1  | 1  | 0 | 0  |
| Paesi Bassi           | 5  | 1  | 3  | 0 | 1  |
| Nigeria               | 2  | 1  | 1  | 0 | 0  |
| Oman                  | 7  | 4  | 2  | 1 | 0  |
| Papua Nuova Guinea    | 3  | 1  | 2  | 0 | 0  |
| Ruanda                | 1  | 1  | 0  | 0 | 0  |
| Scozia                | 4  | 3  | 1  | 0 | 0  |
| Singapore             | 1  | 1  | 0  | 0 | 0  |
| Tanzania              | 2  | 2  | 0  | 0 | 0  |
| Uganda                | 9  | 8  | 1  | 0 | 0  |
| Emirati Arabi Uniti   | 4  | 1  | 3  | 0 | 0  |
| Stati Uniti           | 2  | 0  | 2  | 0 | 0  |
| Totale                | 75 | 45 | 27 | 1 | 1  |